# 小行星8403
小行星8403（英語：8403 Minorushimizu）是一颗围绕太阳公转的小行星。1994年5月6日，小林隆男在大泉町发现了此天体。
这颗小行星的绝对星等为154.21022等。